# Муханов, Ипат Калинович
Ипат Калинович Муханов (1677—1729) — контр-адмирал, один из сподвижников Петра I.

## Биография
Родился  31 марта 1677 года в дворянской семье Мухановых, чей дом стоял в Армянском переулке напротив дома боярина Матвеева, где часто бывал царевич Петр Алексеевич. Ипат Муханов принимал участие в потехах юного государя, был одним из его денщиков.
Из солдат Преображенского полка Муханов в 1697 году был отправлен в Голландию в составе волонтёрского посольства для изучения морского дела. По прибытии в Амстердам был определен на иностранный корабль матросом. В качестве морского офицера участвовал во многих морских сражениях Северной войны. В 1705 году был взят в плен шведами, а по возвращении в Россию два года спустя был произведен в подпоручики (23.11.1707).
В 1709 году, в чине поручика, Ипат Калинович, командуя двумя бригантинами, возил царя на Миус во время осмотра Азовского моря. После Полтавского боя участвовал в выборгском походе и от Выборга лично государем был послан с письмом к осаждавшему Ригу фельдмаршалу Шереметеву. При бракосочетании Петра Алексеевича с Екатериной (19.02.1712) Ипат Калинович исполнял обязанности шафера.
После Гангутского боя, будучи командиром шнявы «Принцесса», конвоировал пленные шведские суда от Гангута до Выборга, а в сентябре того же 1714 года был послан следить за движением шведов в Финском заливе. Произведенный в капитан-поручики 29 января 1715 года, Муханов имел секретное поручение при поездке в Данциг, после чего вместе с царем побывал в Копенгагене.
В 1718 году Муханов был назначен командиром корабля «Арондель». 17 января 1719 года произведен в капитаны 3-го ранга и в этом же году, командуя «Аронделем», находился в авангарде русской эскадры при встрече с английским флотом, вошедшим в Балтийское море. В 1721 году, плавая с флотом у Красной горки, командовал кораблем «Астрахань». 22 октября 1721 года произведен в капитаны 1-го ранга.
В конце 1723 года Муханов всё ещё находился на военной службе в Санкт-Петербурге и был назначен начальником Навигацкой школы в Сухаревой башне. Уволен со службы 31 мая 1726 года в чине контр-адмирала по личному прошению, связанному с болезнью. Умер 22 мая 1729 года и был похоронен, как и многие другие моряки того времени, в Златоустовском монастыре.

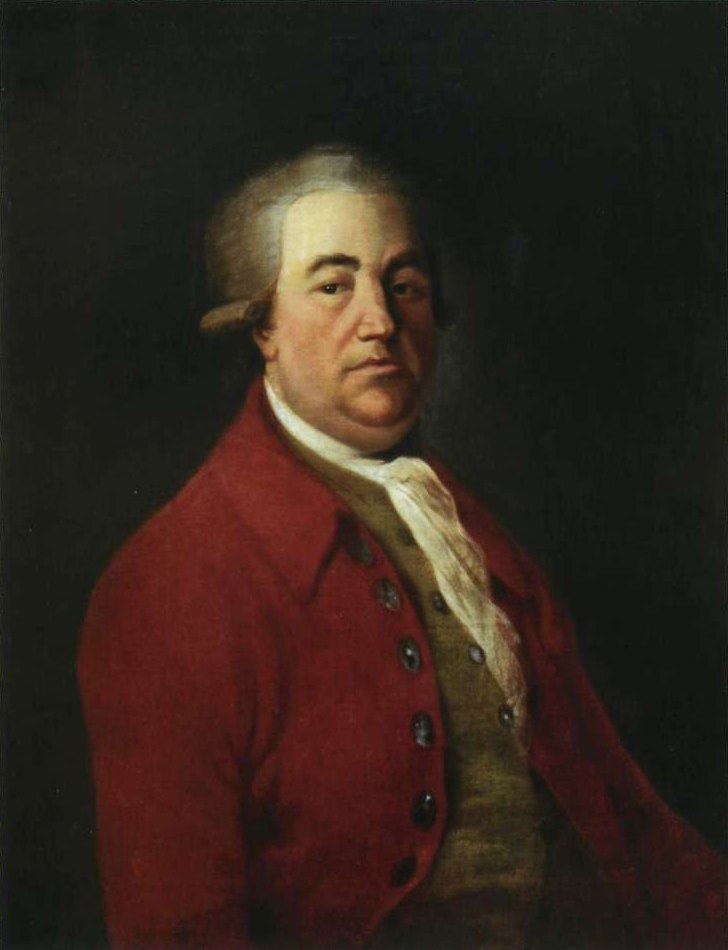
Портрет Ильи Ипатовича Муханова

## Семья
Первая жена Муханова, Ирина Васильевна, урождённая Нестерова, была вдовой стольника Никиты Алексеевича Полянского, убитого в сражении в 1708 году. Детей в этом браке не было.
Во второй брак в 1714 году Муханов вступил с княжной Марьей Ивановной Шаховской (1695—1724), сестрой князя А. И. Шаховского, который впоследствии был правителем Малороссии. В браке родились дочь и два сына. 
Рязанский губернатор Алексей Муханов (1766-1815) приходился ему внуком, а декабрист П. А. Муханов (1799-1854) — правнуком.

## Источник
- История дворянского рода Мухановых